# My Addiction
My Addiction es el segundo y último EP de la banda estadounidense de rock Player, que dispone solamente de tres canciones. Fue publicado por la compañía discográfica Frontiers Records el 27 de abril de 2012.

## Lista de canciones
1. «My Addiction» (4:13)
2. «Too Many Reasons» (4:11)
3. «Baby Come Back» (4:00)

- Nota: Dos de las canciones de este disco fueron compuestas y grabadas en 2011 excepto Baby Come Back, que fue reeditada en 1995.

## Personal
Músicos
- Peter Beckett (voz, guitarra)
- Ronn Moss (coro, bajo eléctrico)